# 广州恒大足球俱乐部2012赛季
广州恒大足球俱乐部2012赛季是广州足球队征战中国足球联赛的第45年。该赛季广州队是中国足球超级联赛的成员，这也是广州队历史上第4次征战中国足球超级联赛。同时，广州队也将历史上首次参加亚足联冠军联赛。

## 赛季介绍
2012赛季，广州队历史上首次参加亚足联冠军联赛，在2011年12月6日举行的抽签仪式上，广州恒大队和J联赛冠军柏太阳神、K联赛冠军全北現代汽車以及泰国足球超级联赛冠军球队武里喃府省电力局分在同一小组。
球队在球员引进方面延续以往做法，继续引进了一批高水平的内援，而外援方面虽然有许多传闻，但最终仍然保留上个赛季的原班人马。2011年12月26日，广州恒大正式宣布荣昊、赵旭日、李建滨、彭欣力等四名拥有国字号经历的球员正式加盟球队。 1月9日，广州恒大从辽宁宏运签下秦升。 2月27日，有报道称广州恒大将以1500万人民币的身价从天津泰达签入最后一名内援于大宝， 但由于考虑到和球员竞争对手大连阿尔滨的良好关系，最终选择放弃。球员离队方面，2011赛季加盟的杨昊离队加盟贵州人和，另外一些得不到出场机会的年轻球员离开球队，杨一虎、陈建龙、郭子超和张天龙分别转投贵州人和、南昌衡源、广东日之泉和深圳红钻，而潘伟业则被解约（3月份加盟中乙球队深圳名博）。
2012年2月25日，广州恒大在广州大学城中心区体育场2012年中国足球协会超级杯凭借克莱奥在上、下半场的进球2比1击败2011年中国足协杯冠军天津泰达，历史上首次获得超级杯冠军。

## 职员名单
| 姓名                  | 国籍           | 职位            | 时间              |
| --------------------- | -------------- | --------------- | ----------------- |
|                       | 意大利         | 主教练          | 2012年5月17日开始 |
| 纳西索·佩佐蒂         | 意大利         | 助理教练        | 2012年5月17日开始 |
| 马西米利亚诺·马达洛尼 | 意大利         | 助理教练        | 2012年5月17日开始 |
| 李铁                  | 中华人民共和国 | 助理教练        | 2012年5月26日开始 |
| 米开朗基罗·兰普拉     | 意大利         | 守门员教练      | 2012年5月17日开始 |
| 克劳迪奥·高迪诺       | 意大利         | 体能教练        | 2012年5月17日开始 |
| 彭伟国                | 中华人民共和国 | 预备队教练      | 2012年5月21日开始 |
| 恩里科·卡斯特拉齐     | 意大利         | 医疗顾问        | 2012年7月27日开始 |
| 希尔瓦诺·科蒂         | 意大利         | 队医/理疗康复师 | 2012年7月27日开始 |
| 乔治·迈耶             | 德国           | 理疗康复师      |                   |
| 刘树来                | 中华人民共和国 | 队医            |                   |
| 康克宝                | 中华人民共和国 | 队医            |                   |
| 王书成                | 中华人民共和国 | 队医            |                   |
| 弗朗切斯科·切拉瓦罗   | 意大利         | 首席球探        | 2012年9月5日开始  |
|                       |                |                 |                   |
|                       |                |                 |                   |
|                       |                |                 |                   |
| 李章洙                | 大韩民国       | 主教练          | 至2012年5月16日   |
| 秋鸣                  | 中华人民共和国 | 领队兼助理教练  | 至2012年5月16日   |
| 金龙甲                | 大韩民国       | 助理教练        | 至2012年5月16日   |
| 李敏成                | 大韩民国       | 助理教练        | 至2012年5月16日   |
| 王维满                | 中华人民共和国 | 守门员教练      | 至2012年5月16日   |
| 姜峰                  | 中华人民共和国 | 体能教练        | 至2012年5月16日   |
| 曲圣卿                | 中华人民共和国 | 预备队教练      | 至2012年5月16日   |
| 金赫钟                | 大韩民国       | 技术分析师      | 至2012年5月16日   |

## 热身赛及友谊赛

### 训练赛
广州恒大队于2011年12月25日正式集中备战新赛季，期间在中国、西班牙组织一系列训练比赛以调整球员状态。
| 日期          | 對手       | 主／客 | 結果  | 入球者               |
| ------------- | ---------- | ------ | ----- | -------------------- |
| 2012年1月14日 | 大连阿尔滨 | 主     | 3 – 1 | 开提, 江晓辰(2)      |
| 2012年1月17日 | 贵州人和   | 主     | 1 – 0 | 郜林                 |
| 2012年1月18日 | 沈阳东进   | 主     | 1 – 2 | 谭家军               |
| 2012年1月19日 | 大连阿尔滨 | 主     | 2 – 0 | 郑智, 梁学铭         |
| 2012年1月27日 | 西班牙     | 客     | 1 – 1 | 穆里奇               |
| 2012年1月28日 | 维迪奥顿   | 中     | 1 – 2 | 姜宁                 |
| 2012年1月31日 | 格鲁吉亚   | 中     | 3 – 0 | 克莱奥, 孔卡, 穆里奇 |
| 2012年2月1日  | 韦尔       | 中     | 1 – 2 | 谭家军               |
| 2012年2月4日  | 乌克兰     | 中     | 1 – 2 | 叶伟超               |
| 2012年2月7日  | UD马贝拉   | 客     | 0 – 1 |                      |
| 2012年2月19日 | 仁川联     | 主     | 2 – 2 | 吴坪枫, 冯俊彦       |
| 2012年3月3日  | 明知大学   | 客     | 1 – 2 | 石鸿俊               |

### 2012年马贝拉杯
| 2012年2月3日 | 广州恒大 | 1 - 0 | 莫斯科中央陆军 | 马贝拉, 西班牙          |
| 12:00 UTC+1  | 秦升 87' |       |                | 場館： 马贝拉市政体育场 |

| 2012年2月6日 半决赛 | 广州恒大 | 0 - 4 | 乌克兰                                         | 马贝拉, 西班牙          |
| 16:00 UTC+1         |          |       | 伊德耶 28' 55' · 亚尔莫连科 31' · 里巴尔卡 90' | 場館： 马贝拉市政体育场 |

| 2012年2月9日 季军战           | 广州恒大 | 0 - 0 (3 – 5 )                                             | 波兰 | 马贝拉, 西班牙          |
| 16:00 UTC+1                   |          |                                                            |      | 場館： 马贝拉市政体育场 |
|                               |          |                                                            |      |                         |
| 克莱奥 · 穆里奇 · 郜林 · 孙祥 |          | 沃拉基埃维茨 · 乌比帕里普 · 德约杰维奇 · 莫兹岑 · 德罗内克 |      |                         |

### 2012年中超全明星义赛
| 2012年11月7日 | 广州恒大 | 0 - 1 | 中超全明星 | 广州                                                |
| 18:35 UTC+8   |          |       | 刘建业 45' | 場館： 天河体育场 ： 谭海 ： 苏继革, 穆宇欣 ： 范琦 |

## 正式比赛

### 中国足球协会超级杯
中国超霸杯将在2012年重启，并更名为中国足球协会超级杯，比赛时间确定为2月25日，即联赛开始前一周，地点在广州大学城中心区体育场。
| 2012年2月25日 | 广州恒大                                                    | 2 - 1 | 天津泰达                      | 广州                                                                          |
| 14:00 UTC+8   | 克莱奥 2' · 赵旭日 42' · 克莱奥 48' · 秦升 79' · 冯潇霆 87' |       | 苏穆利科斯基 31' · 王新欣 83' | 場館： 大学城中心区体育场 入場人數： 11,123 ： 谭海 ： 苏继革, 霍伟明 ： 周刚 |

### 中国足球超级联赛
| 2012年3月11日 第一轮 | 广州恒大                                                               | 2 - 1 | 上海申鑫     | 广州                                                                    |
| 19:35 UTC+8          | 孔卡 31' · 赵旭日 36' · 孔卡 44' · 张琳芃 55' · 穆里奇 73' · 郑智 赛后 |       | 安东尼奥 18' | 場館： 天河体育场 入場人數： 36,187 ： 李海河 ： 李东楠, 刘桂庆 ： 王津 |

| 2012年3月16日 第二轮 | 广州富力                                                                         | 2 - 0 | 广州恒大                                       | 广州                                                                        |
| 18:00 UTC+8          | 祖马 10' · 张烁 13'（） · 唐淼 21' · 高增翔 33' · 李喆 70' · 卢琳 73' · 张远 83' |       | 保隆 12' · 张琳芃 35' · 赵源熙 47' · 郑智 赛后 | 場館： 越秀山体育场 入場人數： 19,217 ： 孙葆洁 ： 苏继革, 刘桂庆 ： 赵治治 |

| 2012年3月25日 第三轮 | 广州恒大                                                         | 3 - 0 | 河南建业                           | 广州                                                                |
| 19:35 UTC+8          | 克莱奥 22' · 穆里奇 30' · 克莱奥 45+1' · 穆里奇 77' · 吴坪枫 87' |       | 顾操 24' · 卡通戈 39' · 孙升准 86' | 場館： 天河体育场 入場人數： 36,318 ： 姚庆 ： 穆宇欣, 吴磊 ： 王津 |

| 2012年3月30日 第四轮 | 上海申花                                                           | 0 - 1 | 广州恒大                                    | 上海                                                                    |
| 19:45 UTC+8          | 邱添一 20' · 阿内尔卡 30' · 宋博轩 59' · 宋博轩 79' · 郑凯木 90+1' |       | 孙祥 25' · 冯俊彦 31' · 郑智 76' · 孙祥 90' | 場館： 虹口足球场 入場人數： 21,356 ： 孙葆洁 ： 韩伟, 张宏伟 ： 李海河 |

| 2012年4月8日 第五轮 | 广州恒大                                            | 1 - 1 | 贵州茅台                                                                               | 广州                                                                           |
| 19:35 UTC+8         | 孔卡 44'（） · 穆里奇 53' · 冯潇霆 70' · 李健华 87' |       | 穆斯利 18' · 罗达斯 36' · 纳诺 43' · 久比奇 55' · 李春郁 80' · 张成林 84' · 孙继海 88' | 場館： 天河体育场 入場人數： 31,295 ： 阿兰·米林纳 ： 霍伟明, 刘桂庆 ： 李海河 |

| 2012年4月13日 第六轮 | 广州恒大                                                                 | 3 - 1 | 杭州绿城                | 广州                                                              |
| 19:35 UTC+8          | 李岩 6' · 李岩 33' · 穆里奇 61' · 克莱奥 68'（） · 秦升 70' · 穆里奇 90' |       | 郑科伟 49' · 汪嵩 90+3' | 場館： 天河体育场 入場人數： 36,128 ： 周刚 ： 徐军, 詹炜 ： 王迪 |

| 2012年4月22日 第七轮 | 广州恒大                                                   | 4 - 0 | 长春亚泰 | 广州                                                                    |
| 19:35 UTC+8          | 克莱奥 28' · 孔卡 49' · 赵旭日 56' · 孔卡 66' · 穆里奇 80' |       | 马克 53' | 場館： 天河体育场 入場人數： 38,214 ： 张正平 ： 张军, 闻晓方 ： 李海河 |

| 2012年4月27日 第八轮 | 天津泰达            | 0 - 1 | 广州恒大                           | 天津                                                                  |
| 19:30 UTC+8          | 戈扬 33' · 毛彪 83' |       | 冯俊彦 47' · 孙祥 62' · 穆里奇 85' | 場館： 泰达足球场 入場人數： 18,589 ： 艾堃 ： 韩伟, 刘桂庆 ： 黄烨军 |

| 2012年5月6日 第九轮 | 广州恒大                                          | 2 - 1 | 大连阿尔滨                         | 广州                                                                    |
| 19:35 UTC+8         | 穆里奇 40' · 郑智 65' · 克莱奥 68'（） · 孙祥 83' |       | 李·阿迪 9' · 尹路 51' · 于子千 67' | 場館： 天河体育场 入場人數： 32,468 ： 李海河 ： 穆宇欣, 苏继革 ： 王津 |

| 2012年5月11日 第十轮 | 大连实德                             | 3 - 1 | 广州恒大            | 大连                                                                 |
| 19:00 UTC+8          | 阎相闯 10' · 朱挺 57' · 卡巴洛夫 67' |       | 秦升 21' · 秦升 43' | 場館： 金州体育场 入場人數： 7,682 ： 谭海 ： 徐军, 张宏伟 ： 石祯禄 |

| 2012年5月20日 第十一轮 | 广州恒大              | 1 - 0 | 青岛中能                         | 广州                                                                  |
| 19:35 UTC+8            | 郜林 68' · 冯俊彦 74' |       | 宋龙 38' · 梅尔坎 63' · 郭亮 68' | 場館： 天河体育场 入場人數： 38,612 ： 李俊 ： 童勇, 娄方平 ： 石祯禄 |

| 2012年5月25日 第十二轮 | 山东鲁能泰山                     | 1 - 1 | 广州恒大                                       | 济南                                                                          |
| 19:30 UTC+8            | 刘洋 30' · 郑铮 32' · 王永珀 84' |       | 张琳芃 5' · 冯潇霆 65' · 郑智 88' · 吴坪枫 89' | 場館： 山东省体育中心体育场 入場人數： 33,453 ： 谭海 ： 詹伟, 徐军 ： 黄烨军 |

| 2012年6月17日 第十三轮 | 广州恒大                                                                 | 5 - 1 | 江苏舜天                           | 广州                                                                      |
| 19:35 UTC+8            | 孔卡 9' · 姜宁 54' · 穆里奇 57' · 穆里奇 62' · 张琳芃 68' · 穆里奇 90+3' |       | 刘建业 58' · 陆博飞 65' · 渠成 67' | 場館： 天河体育场 入場人數： 37,865 ： 黄烨军 ： 苏继革, 邵红耕 ： 郭宝龙 |

| 2012年6月23日 第十四轮 | 辽宁宏运                                        | 0 - 3 | 广州恒大                                   | 沈阳                                                                        |
| 19:30 UTC+8            | 郑涛 28' · 吴高俊 55' · 于汉超 74' · 杨善平 80' |       | 冯潇霆 7' · 姜宁 42' · 郜林 62' · 孔卡 67' | 場館： 铁西新区体育中心 入場人數： 27,823 ： 范琦 ： 吴磊, 张宏伟 ： 赵治治 |

| 2012年7月1日 第十五轮 | 广州恒大                                                                | 3 - 2 | 北京国安                                                      | 广州                                                                |
| 19:35 UTC+8           | 姜宁 16' · 张琳芃 30' · 穆里奇 35' · 秦升 60' · 克莱奥 67' · 冯潇霆 74' |       | 张晓彬 7' · 徐亮 12' · 徐亮 45+2' · 王晓龙 56' · 徐云龙 90+3' | 場館： 天河体育场 入場人數： 39,985 ： 王津 ： 韩伟, 吴思宁 ： 姚庆 |

| 2012年7月6日 第十六轮 | 上海申鑫                                                       | 1 - 1 | 广州恒大                                                   | 上海                                                                |
| 19:45 UTC+8           | 李磊 7' · 赵作峻 8' · 朱家伟 65' · 乔尼 86' · 阿塞姆 90+1'（） |       | 穆里奇 25' · 郑智 49' · 保隆 56' · 穆里奇 62' · 赵旭日 84' | 場館： 金山足球场 入場人數： 11,002 ： 李俊 ： 童勇, 娄方平 ： 唐锟 |

| 2012年7月15日 第十七轮 | 广州恒大             | 0 - 1 | 广州富力                           | 广州                                                                |
| 19:35 UTC+8            | 郑智 9' · 张琳芃 32' |       | 吴伟安 26' · 唐淼 34' · 雅库布 87' | 場館： 天河体育场 入場人數： 39,991 ： 陶然成 ： 韩伟, 詹炜 ： 王迪 |

| 2012年7月21日 第十八轮 | 河南建业             | 1 - 2 | 广州恒大                                         | 郑州                                                                  |
| 19:45 UTC+8            | 谭望嵩 7' · 徐洋 28' |       | 赵旭日 9' · 巴里奥斯 64' · 克莱奥 76' · 郑智 86' | 場館： 航海体育场 入場人數： 24,086 ： 石祯禄 ： 闻晓芳, 张军 ： 姚庆 |

| 2012年7月28日 第十九轮 | 广州恒大                         | 2 - 2 | 上海申花                                                       | 广州                                                                |
| 19:35 UTC+8            | 孔卡 41' · 秦升 42' · 穆里奇 79' |       | 宋博轩 57' · 宋博轩 62' · 吴曦 74' · 莫雷诺 81' · 德罗巴 90+3' | 場館： 天河体育场 入場人數： 39,997 ： 徐航 ： 吴磊, 吴思宁 ： 唐锟 |

| 2012年8月4日 第二十轮 | 贵州茅台              | 2 - 1 | 广州恒大                         | 贵阳                                                                            |
| 19:30 UTC+8           | 穆斯利 34' · 陈杰 80' |       | 唐德超 30' · 郜林 43' · 郑智 51' | 場館： 贵阳奥林匹克体育中心 入場人數： 52,888 ： 张正平 ： 宋祥云, 杨立 ： 周刚 |

| 2012年8月11日 第二十一轮 | 杭州绿城                                  | 2 - 3 | 广州恒大                                                                | 杭州                                                                  |
| 19:35 UTC+8              | 刘斌 12' · 杨子 70' · 杨子 74' · 杨子 86' |       | 郜林 13' · 克莱奥 32' · 冯潇霆 55' · 黄博文 68' · 郑智 77' · 黄博文 87' | 場館： 黄龙体育场 入場人數： 17,785 ： 李俊 ： 霍伟明, 苏继革 ： 周刚 |

| 2012年8月18日 第二十二轮 | 长春亚泰                    | 1 - 2 | 广州恒大                                      | 长春                                                                  |
| 19:35 UTC+8              | 伊斯梅洛夫 54' · 张文钊 89' |       | 孔卡 49' · 穆里奇 60' · 克莱奥 70' · 郑智 82' | 場館： 经开体育场 入場人數： 21,365 ： 谭海 ： 娄方平, 童勇 ： 李海河 |

| 2012年8月25日 第二十三轮 | 广州恒大           | 0 - 0 | 天津泰达                                    | 广州                                                                  |
| 19:35 UTC+8              | 郑智 6' · 孔卡 68' |       | 毛彪 21' · 何杨 52' · 陈涛 59' · 李玮锋 67' | 場館： 天河体育场 入場人數： 38,700 ： 范琦 ： 张拥军, 吴思宁 ： 唐锟 |

| 2012年9月13日 第二十四轮 | 大连阿尔滨 | 0 - 0 | 广州恒大                | 大连                                                                  |
| 19:00 UTC+8              | 胡兆军 90' |       | 黄佳强 31' · 张琳芃 81' | 場館： 金州体育场 入場人數： 17,688 ： 郭宝龙 ： 吴磊, 邵红耕 ： 周刚 |

| 2012年9月23日 第二十五轮 | 广州恒大                                                 | 3 - 1 | 大连实德                           | 广州                                                                |
| 19:35 UTC+8              | 李健华 15' · 孔卡 32' · 孙祥 49' · 秦升 54' · 张琳芃 65' |       | 张耀坤 26' · 权磊 34' · 张耀坤 53' | 場館： 天河体育场 入場人數： 36,137 ： 徐航 ： 詹炜, 张拥军 ： 唐锟 |

| 2012年9月28日 第二十六轮 | 青岛中能                                                | 2 - 1 | 广州恒大                                                                             | 青岛                                                                  |
| 19:35 UTC+8              | 莱昂纳多 30' · 布鲁诺 49' · 伊布拉吉莫夫 76' · 郑龙 85' |       | 赵旭日 18' · 孔卡 39' · 郜林 51' · 唐德超 56' · 郜林 57' · 唐德超 62' · 张琳芃 90+5' | 場館： 天泰体育场 入場人數： 11,762 ： 温明庭 ： 韩伟, 邵红耕 ： 艾堃 |

| 2012年10月7日 第二十七轮 | 广州恒大                                        | 3 - 2 | 山东鲁能泰山          | 广州                                                                |
| 19:35 UTC+8              | 克莱奥 25' · 郑智 55' · 秦升 80' · 巴里奥斯 81' |       | 马塞纳 35' · 韩鹏 67' | 場館： 天河体育场 入場人數： 36,857 ： 王哲 ： 李东楠, 徐军 ： 付明 |

| 2012年10月20日 第二十八轮 | 江苏舜天 | 1 - 1 | 广州恒大 | 南京                                                                            |
| 19:30 UTC+8               | 吉翔 1'  |       | 姜宁 49' | 場館： 南京奥林匹克体育中心 入場人數： 65,769 ： 范琦 ： 穆宇欣, 李东楠 ： 姚庆 |

| 2012年10月27日 第二十九轮 | 广州恒大                         | 1 - 0 | 辽宁宏运   | 广州                                                                    |
| 15:30 UTC+8               | 黄博文 39' · 郜林 90' · 郜林 91' |       | 肇俊哲 48' | 場館： 天河体育场 入場人數： 39,989 ： 谭海 ： 苏继革, 李东楠 ： 陶然成 |

| 2012年11月3日 第三十轮 | 北京国安                | 1 - 0 | 广州恒大                | 北京                                                                     |
| 15:30 UTC+8            | 郎征 39' · 张稀哲 90+2' |       | 冯潇霆 34' · 克莱奥 78' | 場館： 工人体育场 入場人數： 38,832 ： 亚当·克塞 ： 韩伟, 张宏伟 ： 唐锟 |

### 中国足协杯
由于获得2012年亚冠联赛参赛资格，广州恒大队直接进入十六强（第四轮）。
| 2012年7月18日 第四轮 | 广州恒大                             | 2 - 1 | 河南建业                                                             | 广州                                                                      |
| 19:45 UTC+8          | 石鸿俊 29' · 吴坪枫 80' · 李健华 90' |       | 王昊智 6' · 韩超 20' · 王嘉楠 44' · 袁野 65' · 乔巍 71' · 王嘉楠 76' | 場館： 天河体育场 入場人數： 28,128 ： 李海河 ： 李东楠, 吴思宁 ： 黄烨军 |

| 2012年8月1日 八强 | 广州恒大   | 1 - 0 | 大连阿尔滨              | 广州                                                                  |
| 19:00 UTC+8       | 克莱奥 11' |       | 朱晓刚 30' · 王宏有 50' | 場館： 天河体育场 入場人數： 28,686 ： 王迪 ： 李东楠, 韩伟 ： 赵治治 |

| 2012年8月22日 半决赛第一回合 | 广州恒大                                                   | 1 - 0 | 辽宁宏运                                    | 广州                                                                  |
| 19:35 UTC+8                  | 李健华 22' · 郜林 43' · 赵旭日 69' · 郜林 83' · 赵源熙 87' |       | 杨旭 17' · 郑涛 37' · 郑涛 82' · 布兰丹 85' | 場館： 天河体育场 入場人數： 32,868 ： 查亚 ： 穆宇欣, 韩伟 ： 赵治治 |

| 2012年9月26日 半决赛第二回合 | 辽宁宏运                                                         | 2 - 2 (2 – 3 總分) | 广州恒大                                                                      | 沈阳                                                                  |
| 19:00 UTC+8                  | 特里夫诺维奇 58' · 杨善平 65' · 王亮 69' · 杨旭 82' · 杨旭 90+5' |                    | 郑智 4' · 冯俊彦 15' · 金英权 22' · 秦升 65' · 姜宁 75' · 姜宁 78' · 郑智 89' | 場館： 铁西体育场 入場人數： 25,188 ： 崔大佑 ： 苏继革, 韩伟 ： 王迪 |

| 2012年11月10日 决赛第一回合 | 贵州茅台                                                                  | 1 - 1 | 广州恒大                           | 贵阳 |
| 19:30 UTC+8                 | 拉法 10' · 李春郁 37' · 孙继海 71' · 久比奇 84' · 穆斯利 86' · 李凯 90+4' |       | 巴里奥斯 49' · 郜林 80' · 郜林 81' | 場館： 贵阳奥林匹克体育中心 入場人數： 45,210 ： 阿兰·米林纳 ： Ashley Beecham, Nathan MacDonald ： 姚庆 |

| 2012年11月18日 决赛第二回合 | 广州恒大                                                                                | 4 - 2 (5 – 3 總分) | 贵州茅台                                                                                      | 广州                                                                    |
| 15:30 UTC+8                 | 巴里奥斯 1' · 秦升 32' · 赵旭日 38' · 张琳芃 44' · 巴里奥斯 66' · 孔卡 76' · 孔卡 90+2' |                    | 陈杰 19' · 纳诺 33' · 郭胜 39' · 拉法 52' · 孙继海 64' · 久比奇 71' · 拉法 88' · 饶伟辉 90+4' | 場館： 天河体育场 入場人數： 39,989 ： 金尚武 ： 金成日, 池圣民 ： 王迪 |

### 亚足联冠军联赛

#### 小组赛
| 隊伍     | 賽 | 勝 | 和 | 負 | 得球 | 失球 | 球差 | 分 |
| -------- | -- | -- | -- | -- | ---- | ---- | ---- | -- |
| 广州恒大 | 6  | 3  | 1  | 2  | 12   | 8    | +4   | 10 |
| 柏雷素爾 | 6  | 3  | 1  | 2  | 11   | 7    | +4   | 10 |
| 全北现代 | 6  | 3  | 0  | 3  | 10   | 15   | -5   | 9  |
| 武里喃联 | 6  | 2  | 0  | 4  | 8    | 11   | -3   | 6  |

| 2012年3月7日 H组 | 全北現代                | 1 - 5     | 广州恒大                                                                             | 全州, 韩国 |
| 19:00 UTC+9      | 陳經先 30' · 丁成勳 70' | 报告 统计 | 张琳芃 25' · 克莱奥 27' · 孔卡 41' · 克莱奥 69' · 孔卡 73' · 赵源熙 74' · 穆里奇 75' | 場館： 全州世界杯竞技场 入場人數： 7,978 ： 莫扎法瑞·赛义德 ： Reza Sokhandan， Alireza Gholamhossein Kahouri ： Akbar Bakhshi Zadeh |

| 2012年3月21日 H组 | 广州恒大                           | 1 - 2     | 武里喃联                                                                 | 广州, 中国                                                                                            |
| 20:00 UTC+8       | 张琳芃 21' · 杨君 61' · 克莱奥 69' | 报告 统计 | 本马詹 11' · 加迪格罗夫 42' · 苏克哈 57' · 苏查奥 61'（） · 阿奇姆彭 79' | 場館： 天河体育场 入場人數： 38,512 ： 安德雷·哈达德 ： Birak Ziad, Hadi El Kassar ： Ghandour Radwan |

| 2012年4月4日 H组 | 柏雷素爾                    | 0 - 0     | 广州恒大 | 柏市, 日本 |
| 19:00 UTC+9      | 福井諒司 14' · 栗澤僚一 64' | 报告 统计 |          | 場館： 日立柏球场 入場人數： 8,787 ： 阿里·阿尔-巴德瓦伊 ： Saleh Al Marzouqi, Mhd Jawdat Nehlawi ： Hamad Al Shaikh Hashmi |

| 2012年4月17日 H组 | 广州恒大                                                      | 3 - 1     | 柏雷素爾                                   | 广州, 中国 |
| 19:30 UTC+8       | 秦升 7' · 孔卡 29'（） · 赵旭日 55' · 穆里奇 58' · 穆里奇 84' | 报告 统计 | 渡部博文 27' · 酒井宏树 50' · 酒井宏树 74' | 場館： 天河体育场 入場人數： 45,000 ： 阿卜杜拉姆·侯赛因 ： Hassan Althawadi, Taleb Al-Marri ： Khamis Al-Kuwari |

| 2012年5月1日 H组 | 广州恒大                  | 1 - 3     | 全北現代                                                               | 广州, 中国                                                                                             |
| 19:30 UTC+8      | 孔卡 10'（） · 杨君 92+2' | 报告 统计 | 趙星煥 42' · 李升炫 44' · 趙星煥 65' · 李同國 90+1' · 李同國 90+3'（） | 場館： 天河体育场 入場人數： 47,869 ： 瓦伦丁·科瓦伦科 ： Rafael Lyasov, Mamur Saidkasimov ： Tin Htut |

| 2012年5月15日 H组 | 武里喃联                             | 1 - 2     | 广州恒大                                                              | 武里喃, 泰国                                                                                              |
| 18:30 UTC+7       | 苏查奥 43' · 多塔宋 57' · 苏克哈 89' | 报告 统计 | 姜宁 28' · 张琳芃 38' · 郜林 49' · 郑智 75' · 秦升 76' · 孔卡 90'（） | 場館： 新电信体育场 入場人數： 18,869 ： 斯特雷布雷·德洛夫斯基 ： Matthew Cream, Hakan Anaz ： Saleem Ali |

#### 十六强
| 2012年5月30日 十六强 | 广州恒大                             | 1 - 0     | FC东京       | 广州, 中国 |
| 20:00 UTC+8          | 克莱奥 30' · 张琳芃 68' · 赵旭日 82' | 报告 统计 | 森重真人 61' | 場館： 天河体育场 入場人數： 39,560 ： 阿布杜拉·巴利德 ： Taleb Salem Al-Marri, Ramzan Saeed Al-Naemi ： Mohd Nafeez Bin Abdul Wahab |

#### 四分之一决赛
| 2012年9月19日 第一回合 | 伊蒂哈德                                                                                              | 4 - 2     | 广州恒大                                      | 吉达, 沙特阿拉伯                                                                                                  |
| 20:35 UTC+3            | 迭戈·索萨 28' · 努尔 49'（） · N·哈扎兹 61' · 图卡尔 72' · I·哈扎兹 83' · N·哈扎兹 88' · 姆巴米 90+2' | 报告 统计 | 郜林 27' · 黄博文 39' · 黄博文 67' · 孙祥 83' | 場館： 阿卜杜拉·阿尔·费萨尔王子体育场 入場人數： 15,971 ： 安德雷·哈达德 ： Birak Ziad, Yaser Marad ： Ali Shaban |

| 2012年10月2日 第二回合 | 广州恒大                                            | 2 - 1 (4 - 5 總分) | 伊蒂哈德                                                         | 广州, 中国                                                                |
| 20:00 UTC+8            | 巴里奥斯 19' · 孔卡 35'（） · 冯潇霆 45' · 孔卡 72' | 报告 统计          | 图卡尔 26' · O·穆瓦拉达 34' · 艾尔·蒙塔沙里 38' · F·穆瓦拉达 79' | 場館： 天河体育场 入場人數： 39,997 ： 金东进 ： 郑海尚, 梁炳垠 ： 高亨进 |